# Sean Faris
Sean Hardy Faris (sinh ngày 25 tháng 3 năm 1982) là một diễn viên, người mẫu tạp chí và nghệ sĩ võ thuật người Mỹ. Bắt đầu sự nghiệp diễn xuất vào năm 2001, anh được biết đến nhiều nhất với vai chàng võ sĩ trẻ Jake Tyler trong bộ phim võ thuật thiếu niên Không Chùn Bước, đội trưởng Rick Penning trong Forever Strong, William Beardsley trong Yours, Mine & Ours, Jack McGurn trong Gangster Land và Kyo Kusanagi trong The King of Fighters.

## Tiểu sử
Sean Faris sinh ngày 25 tháng 3 năm 1982 tại Houston, Texas, là con trai của Warren Stephen Faris và Katherine Faris. Gia đình anh thuộc tầng lớp lao động và sống trong một ngôi nhà nhỏ ở Houston; anh chuyển đến Ohio năm 12 tuổi, nơi anh theo học Trường Người mẫu và Diễn xuất Barbizon ở Cleveland. Năm 1999, Faris tham gia cuộc thi tại Hiệp hội Người mẫu và Tài năng Quốc tế.

## Sự nghiệp
Faris bắt đầu theo đuổi nghiệp diễn vào năm 2001, anh xuất hiện với một vai nhỏ trong 4 tập của bộ phim truyền hình Undressed. Anh cũng tham gia bộ phim bom tấn Trân Châu Cảng nhưng thời lượng xuất hiện quá ngắn nên không được chú ý đến. Giai đoạn sau đó 2002-2003, sự nghiệp của Faris cũng chưa có gì nổi bật, anh chỉ đóng một vài vai khách mời trong các TV series như Thị trấn Smallville, One Tree Hill,...
Trong các năm 2004-2007, Faris dần được tham gia các dự án điện ảnh lớn hơn. Anh tham gia bộ phim hài thiếu niên Sleepover vào năm 2004, đóng chung với Brie Larson, vai diễn của anh bắt đầu được khán giả để ý. Năm 2005, anh đóng vai người con cả William Beardsley trong bộ phim hài kịch gia đình Yours, Mine & Ours cùng hai diễn viên gạo cội Dennis Quaid và Rene Russo. Năm 2006 và 2007, Faris đóng vai nhân vật chính trong hai show truyền hình Life as We Known It và Reunion.
Đến năm 2008, Faris mới thực sự được công chúng biết đến khi tham gia bộ phim điện ảnh Không chùn bước, một bộ phim võ thuật dành cho giới trẻ. Anh đóng vai nhân vật chính Jake Tyler, một thiến niên chán nản mới chuyển đến trường trung học mới và khám phá ra câu lạc bộ đấu võ ngầm. Bộ phim của anh khá thành công tại phòng vé, làm cho tên tuổi của Faris được nâng tầm. Nhờ trận đấu ngoạn mục trong Không Chùn Bước, Faris nhận được Giải Điện ảnh và Truyền hình của MTV cho Cảnh chiến đấu xuất sắc nhất vào năm 2008. Cùng năm đó, anh tham gia bộ phim chính kịch thể thao Forever Strong, phim dựa trên câu chuyện có thật, anh vào vai Rick Penning, đội trưởng đội bóng bầu dục Highland và được dẫn dắt bởi huấn luyện viên Larry Gelwix. Faris cũng xuất hiện với tư cách một người mẫu ảnh trên trang bìa số tháng 1/tháng 2 của Tạp chí Sức khỏe Nam giới Hoa Kỳ và là số bán chạy nhất của tạp chí này vào năm 2010.
Năm 2010, anh tham gia phim Sinh tử chiến, bộ phim được chuyển thể từ tựa game cùng tên, đóng cùng nữ diễn viên gốc Việt Maggie Q. Cùng năm, anh đóng vai khách mời trong The Vampire Diaries.
Năm 2011, anh lồng tiếng cho nhân vật Jack Rourke trong trò chơi video game Need for Speed: The Run.
Năm 2012, anh xuất hiện trong phim hành động Stash House, đóng cùng ngôi sao Dolph Lundgren.
Năm 2013, Faris đóng trong phim tình cảm Lost for Words, anh cũng đóng một vai phụ trong mùa 4 và 5 của phim truyền hình Pretty Little Liars.
Các năm 2014-2016, Faris đóng phim tâm lý Adulterers, và có vai khách mời trong Supernatural.
Vào năm 2017, anh nổi bật khi vào vai nhân vật Mafia Jack McGurn trong phim chính kịch tội phạm Gangster Land.
Giai đoạn 2018-2022, ngoài một số vai diễn nhỏ trong các phim truyền hình, nhìn chung sự nghiệp của anh vẫn chưa mấy tiến triển.

## Đời tư
Faris kết hôn với bạn gái là nữ diễn viên Cherie Jimenez vào năm 2017. Anh có một cô con gái, tên là Phoenix Warren Faris, chào đời vào ngày 24 tháng 3 năm 2022, một ngày ngay trước sinh nhật của anh.
Faris là một người yêu thích thể thao, và hay chơi các môn bóng chày, bóng bầu dục, bóng rổ, bơi lội, khúc côn cầu,... Anh cũng có rất nhiều năng khiếu về võ thuật, và được học các môn võ Muay Thai, Taekwondo, Kickboxing và Ninjustu khi đóng Không Chùn Bước; học kiếm thuật samurai và võ karate khi đóng The King of Fighters.
Anh hay được các khán giả gọi là "phiên bản trẻ của Tom Cruise", vì anh có gương mặt rất giống với nam diễn viên lúc còn trẻ và cầu thủ bóng đá nổi tiếng Cristiano Ronaldo.

## Các bộ phim đã tham gia

### Điện ảnh
- Pearl Harbor (2001) - Xạ thủ của Danny Walker.
- The Brotherhood II (2001) - John Van Owen.
- Sleepover (2004) - Steve Phillips.
- Yours, Mine & Ours (2005) - William Beardsley.
- Never Back Down (2008) - Jake Tyler.
- Forever Strong (2008) - Rick Penning.
- Ghost Machine (2009) - Tom.
- The King of Fighters (2010) - Kyo Kusanagi.
- Freerunner (2011) - Ryan.
- Stash House (2012) - David Nash.
- Lost for Words (2013) - Michael.
- Pawn (2013) - Nick.
- Adulterers (2015) - Samuel.
- Gangster Land (2017) - Jack McGurn.
- Surprise Me! (2017) - Jeff Bachmann.

### Truyền hình
- Undressed (2001) - Darren.
- Smallville (2002) - Byron Moore.
- One Tree Hill (2003).
- Life as We Known It (2004-2005) - Dino Whitman.
- Reunion (2005) - Craig Brewster.
- The Vampire Diaries (2010) - Ben McKittrick.
- Leverage (2011) - Shelley.
- The Lost Valentine (TV movie, 2011) - Lucas Thomas.
- Pretty Little Liars (2013-2015) - Gabriel Holbrook.
- Supernatural (2014) - Julian Duval.
- A Veterans Christmas (TV movie, 2018) - Joe Peterson.
- Psycho Nanny (TV movie, 2019) - Todd.

## Giải thưởng và đề cử
| Năm  | Giải                                 | Thể loại                                                 | Phim            | Kết quả | Tham khảo |
| ---- | ------------------------------------ | -------------------------------------------------------- | --------------- | --- | --------- |
| 2005 | Young Artist Award                   | Best Performance in a Feature Film – Young Ensemble Cast | Sleepover       | style="background: #FDD; color: black; vertical-align: middle; text-align: center; " class="no table-no2"\|Đề cử | [ 22 ]    |
| 2007 | Giải Nghệ sĩ trẻ Hollywood           | The One to Watch                                         | Himself         | Đoạt giải |           |
| 2008 | Giải Điện ảnh và Truyền hình của MTV | Best Fight (shared with Cam Gigandet)                    | Never Back Down | Đoạt giải |           |